# Cyprus (nave da carico)
Il piroscafo Cyprus è stato una nave da carico che prestò servizio sui Grandi Laghi dalla sua costruzione nell'agosto del 1907 al suo naufragio l'11 ottobre 1907 in una tempesta di burrasca sul Lago Superiore. La nave affondò a 140 m di profondità alle coordinate 46,79°N 85,60°W, nelle acque degli Stati Uniti d'America a circa 8 miglia (7 M; 13 km) a nord di Deer Park nella contea di Luce, Michigan. Tutti tranne uno dei 23 membri dell'equipaggio morirono.

## Costruzione
La Cyprus fu costruita a Lorain, Ohio e venne varata il 17 agosto 1907. Era un piroscafo con scafo in acciaio lungo 128 m con una stazza lorda di 13.608 tsl. Era di proprietà della Lackawanna Steamship Company, (una filiale di Pickands Mather and Company), che aveva sede a Fairport, Ohio, a nord-est di Cleveland, sul lago Erie. Una pubblicazione sul commercio marittimo descrisse la Cyprus come una nave molto idonea alla navigazione in un articolo pubblicato dopo il suo affondamento.

## L'affondamento

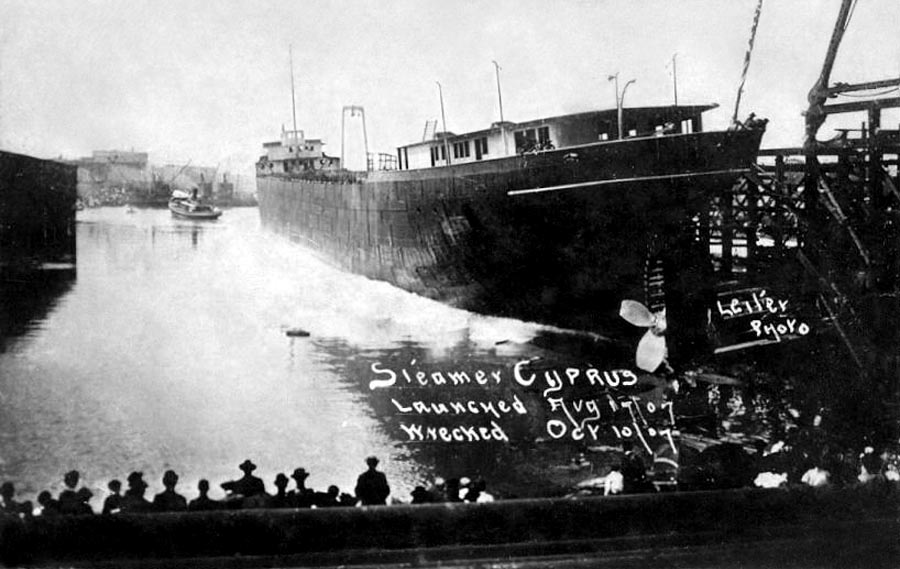
Il varo della Cyprus.

Durante il suo secondo viaggio, la Cyprus stava trasportando minerale di ferro da Superior, Wisconsin, a Buffalo, New York, quando una tempesta moderata si alzò al largo di Deer Park. Secondo i resoconti dei contemporanei, la Cyprus avrebbe potuto gestire l'impatto della tempesta. A detta del il secondo ufficiale Charles G. Pitz, l'unico sopravvissuto, la Cyprus fu colpita da onde da nord-ovest per tutto il pomeriggio, il che ha causato un aumento dell'inclinazione a babordo. Intorno alle 19:45 la nave sbandò verso sinistra e si capovolse. Pitz e altri tre, tra cui il capitano F. B. Huyck (secondo alcuni resoconti) si misero al sicuro su una zattera di salvataggio. Alle 2:00 la zattera e i suoi occupanti si trovavano a meno di 91 m dalla riva quando delle onde ribaltarono la scialuppa e tutti tranne Pitz annegarono nella risacca. Pitz inconsapevolmente barcollò a terra, a solo mezzo miglio a est della stazione di salvataggio di Deer Park. Alla fine tutti i corpi tranne due furono recuperati.
Non venne mai chiarito cosa abbia causato l'inclinazione della nave in primo luogo. Un altro piroscafo, il George Stephenson, partito da Pittsburgh, aveva avvistato e superato la Cyprus quel pomeriggio e aveva notato che il bastimento stava trascinando una scia rossa, indicando che l'acqua si stava mescolando con la polvere di minerale di ferro nella sua stiva prima di essere pompata fuori. La speculazione sulla fonte della perdita si è incentrata sul tipo di copertura del portello scorrevole Mulholland di cui era stata dotata la nave. Con una guarnizione acciaio su acciaio, questo tipo di portello tendeva a far passare l'acqua a meno che non fossero montati speciali teloni sui portelli. Non era chiaro se Huyck avesse ordinato o meno il dispiegamento di queste tele catramate.
Alcune teorie alternative propongono che il motore o il timone si siano guastati, lasciando la Cyprus senza la manovrabilità necessaria per evitare gli avvallamenti dove le navi sono più vulnerabili al rollio, o propongono che i disordini sindacali a Lorain durante la costruzione della Cyprus possano aver contribuito ad altri difetti non ancora scoperti. La nave fu una perdita di $280.000.

## Scoperta del relitto
All'inizio dell'agosto del 2007 i membri della Great Lakes Shipwreck Historical Society stavano usando il sonar a scansione laterale per cercare relitti al largo di Deer Park quando rilevarono una grande carcassa sul fondo del Lago Superiore. Secondo la loro migliore ipotesi, si trattava della D.M. Clemson, che affondò in quella zona con tutto l'equipaggio il 1º dicembre 1908. Il 18 agosto 2007 fu effettuata un'ulteriore visita alla nave con un ROV sommergibile. Ci furono tentativi di identificare la nave poiché la scritta "D.M. Clemson" non era presente a prua nel punto in cui i ricercatori si aspettavano di trovarlo. Inviarono quindi il ROV a poppa dove hanno fatto la sorprendente scoperta che si trattava, in realtà, della Cyprus. La Shipwreck Society aveva precedentemente creduto che la Cyprus si trovasse a circa 16 km a nord di dove venne trovata. La Cyprus giaceva sul lato sinistro a circa 140 m di profondità. Il suo scafo è totalmente intatto, il che è sorprendente considerando il modo piuttosto violento in cui affondò. Relitti costituiti da pannelli di pareti, porte, ringhiere, tubi e il suo carico di minerale di ferro sono sparsi sul fondo fino a 82 m di distanza dal relitto. Il suo nome e il porto di scalo rimangono completamente leggibili sulla sua poppa.
La Shipwreck Society ha in programma di tornare sul relitto in futuro per ricerche forensi al fine di rispondere ad alcune delle domande persistenti relative all'affondamento della Cyprus.